# Nicolò (vescovo di Noli)
Nicolò (XIII secolo – 1262) è stato un vescovo cattolico italiano, menzionato come vescovo di Noli nel 1262.
Riguardo a Nicolò non si ha praticamente alcuna notizia. Viene citato solamente in un atto del 2 dicembre 1262, conservato nell'archivio episcopale. Si tratta di una convenzione stipulata tra il vescovo Nicolò e i decurioni della città.